# Kampfgruppe Mohnke
Kampfgruppe Mohnke (okrajšano KG Mohnke) je bila ad hoc vojaška enota, ki je bila ustanovljena med bitko za Berlin in poimenovano po poveljniku, Wilhelmu Mohnku.

## Zgodovina
KG Mohnke je bila organizirana iz ostankov različnih enot Waffen-SS in pripadnikov ustanov in štabov Waffen-SS, ki so se aprila 1945 nahajale v Berlinu. SS-Regiment 1 Mohnke  je bil tako okrepljeni SS-Regiment Anhalt, medtem ko je bil SS-Regiment 2 Mohnke sestavljen iz ostankov drugih enot in štabnih pripadnikov. Ob ustanovitvi je enota imela med 1.800 in 2.000 vojaki, ki so bili oboroženi s lahkim pehotnim orožjem in ročnimi protioklepnimi raketnimi sistemi Panzerfaust in Panzerschreck.
Glavna naloga KG Mohnke je tako bila obramba Reichskanzlei in okolice. Med sabo bitko za Berlin se je KG Mohnke bojevala na področju Bahnhof Friedrichsstraße-Reichstagsgebäude-Siegesallee-Moltkestraße-Tiergarten-Potsdamer Platz-Leipzigerstraße-Luftfahrtministerium-Bahnhof Friedrichsstraße.
Enota je razpadla 2. maja 1945, ko je doživela hude izgube v bojih. Preživeli pripadniki so se posamično oz. v manjših skupinah poskušali prebiti iz obroča.

## Organizacija
- štab
- SS-Regiment 1 Mohnke

- I./SS-Regiment 1 Mohnke
- II./SS-Regiment 1 Mohnke

- SS-Regiment 2 Mohnke

- I./SS-Regiment 2 Mohnke
- II./SS-Regiment 2 Mohnke

## Poveljstvo
Poveljnik KG Mohnke
- SS-Brigadeführer und Generalmajor der Waffen-SS Wilhelm Mohnke (22. april - 2. maj 1945)

Poveljnik SS-Regiment 1 Mohnke
- SS-Standartenführer Günther Anhalt (26. april-30. april 1945)
- SS-Sturmbannführer Kurt Wahl (30. april-2. maj 1945)

Poveljnik SS-Regiment 2 Mohnke

## Zanimivosti
- Film Propad delno prikazuje delovanje te enote.